# سنترالیت
سنترالیت (به انگلیسی: Centralite) یک ترکیب شیمیایی با شناسه پاب‌کم ۶۸۲۸ است. که جرم مولی آن ۲۶۸٫۳۵۳۵ g/mol می‌باشد. شکل ظاهری این ترکیب، بلورهای جامد است.